# 汪精衛國民政府組成人員

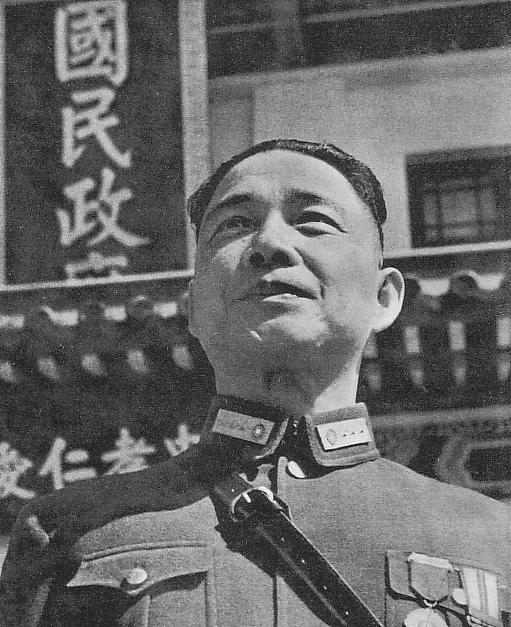
汪精衛國民政府前的匾額刻有「忠孝 仁愛 信義 和平」。

此處列出汪精衛國民政府組成人員（包括各部門部長）。

## 中央政治委员会
主席
- 汪精卫（1940年3月－1944年11月）
- 陈公博（1944年11月－1945年8月投降）

| 姓名                  | 肖像   | 旗幟                                        | 任期 | 出處              |
| --------------------- | ------ | ------------------------------------------- | --- | ----------------- |
| 汪兆銘 （1883－1944） | 汪兆銘 | 國民政府主席旗                              | 1940年3月30日就職中央政治委员会主席，名義上仍奉林森為國民政府主席，而自任代理。11月就职国民政府主席，1944年11月10日病逝。                                    | [ 2 ] [ 3 ] [ 4 ] |
| 陳公博 （1892－1946） | 陳公博 | 國民政府主席旗 · 國民政府軍事委員會委員長旗 | 1944年11月12日開始代理汪兆銘的職務，同月20日正式上任中央政治委员会主席。1945年8月16日下午4時，陳公博與周佛海在南京召開中央政治委員會臨時會議，宣布解散政府。 | [ 4 ] [ 5 ] [ 6 ] |

在以下時間綫中，黑色部分代表正式任期，而紅色部分代表代理任期；正式任期與代理任期的時長與上方列表「任期」欄目所列出的時長一致。

## 国民政府委员会
主席
- 汪精卫（1940年3月－1944年11月）
- 陈公博（1944年11月－1945年8月投降）

## 行政院
院长
- 汪精卫（1940年3月－1944年11月）
- 陈公博（1944年11月－1945年8月投降）

副院长
- 褚民谊（1940年9月－1940年12月）
- 周佛海（1940年12月－1945年8月投降）

### 内政部
部长
- 陈群

### 外交部
部长
- 褚民谊

### 财政部
部长
- 周佛海

### 军政部
代理部长
- 鲍文樾

### 海军部
部长
- 汪精卫

代理部长
- 任援道

### 教育部
部长
- 赵正平，无党无派

### 司法行政部
部长
- 李圣五

### 工商部
部长
- 梅思平

### 农矿部
部长
- 赵毓松，青年党

### 铁道部
部长
- 傅式说，无党无派

### 交通部
部长
- 诸翔，国社党

### 社会部
部长
- 丁默邨

### 宣传部
部长
- 林柏生

### 警政部
部长
- 周佛海（1941年8月16日[7]裁撤）

### 振务委员会
部长
- 岑德广

### 边疆委员会
部长
- 羅君強

### 侨务委员会
部长
- 陈济成

### 水利委员会
部长
- 杨寿楣

## 立法院
院长
- 陈公博（1940年3月－1944年11月）
- 梁鸿志（1944年11月－1945年8月投降）

副院长
- 朱履龢（1940年9月－1941年2月兼）
- 缪斌（1941年2月－1942年8月）
- 诸翔（1942年8月－1945年8月投降）

## 司法院
院长
- 温宗尧（1940年3月－1945年8月投降）

副院长
- 朱履龢（1940年3月－1945年4月殁）

### 最高法院
院长
- 张韬

### 行政法院
院长
- 林彪

### 公务员惩戒委员会
委员长
- 朱履龢

## 考试院
院长
- 王揖唐（1940年3月－1942年3月）
- 江亢虎（1942年3月－1944年11月）
- 陈群（1944年11月－1945年8月投降）

副院长
- 江亢虎（1940年3月－1942年3月）
- 焦莹（1942年3月－1945年8月投降）

### 銓敘部
部长
- 江亢虎

### 考選委員會
委员长
- 焦莹

## 监察院
院长
- 梁鸿志（1940年3月－1944年11月）
- 顾忠琛（1944年11月－1945年7月殁）

副院长
- 顾忠琛（1940年3月－1944年11月）
- 夏奇峯（1944年11月－1945年8月投降）

### 审计部
部长
- 夏奇峯

## 军事委员会
委员长
- 陈公博（1941年起）

### 参谋本部
部长
- 杨揆一

### 軍事参議院
院长
- 任援道

### 军事训练部
部长
- 萧叔萱

### 政治训练部
部长
- 陈公博

### 調查統計部
部長
- 李士群（1941年8月16日[7]:881－1943年9月9日[7]:892殁）

政務次長
- 楊杰

常務次長
- 夏仲明

### 政治部
部長
- 黃自強（1943年9月9日[7]:892起）